# Еиман
Еиман (永万) је јапанска ера (ненко) која је настала после Чокан и пре Нинан ере. Временски је трајала од јуна 1165. до августа 1166. године и припадала је Хејан периоду. Владајући монарх био је цар Рокуџо.

## Важнији догађаји Еиман ере
- 1165. (Еиман 1): Новорођени син цара Ниџоа именован је будућим наследником трона.[3]
- 3. август 1165. (Еиман 1, двадесетпети дан шестог месеца): У својој седмој години владавине, цар Ниџо се озбиљно разбољева и због здравствених проблема абдицира. Њега наслеђује син, цар Рокуџо.[4]
- 4. септембар 1165. (Еиман 1, двадесетседми дан седмог месеца): Бивши цар Ниџо умире у 22 години живота.[5][6]